# ويليام نيكولز
ويليام نيكولز (بالإنجليزية: William Nichols)‏ هو عسكري أمريكي، (ولد في نيويورك في الولايات المتحدة 1837 – 1891 م).